# Christina Rossetti
Pour les articles homonymes, voir Rossetti.
Christina Rossetti (Londres, 5 décembre 1830 - Londres, 29 décembre 1894) est l'une des plus importantes poétesses britanniques. Elle excellait dans les œuvres de fantaisie, dans les poèmes pour enfants et dans la poésie religieuse.

## Biographie

### Enfance et éducation
Christina Rossetti est née en 1830 à Londres dans la Charlotte Street (devenue la Hallam Street). Son père, Gabriele Rossetti était un poète napolitain et exilé politique italien, et sa mère, Frances Polidori, était la sœur de John Polidori, ami et médecin de Lord Byron. Son grand-père, Gaetano Polidori, propriétaire d'une presse privée, publie ses premiers poèmes. Elle est la sœur cadette de Dante Gabriel Rossetti, William Michael Rossetti et de Maria Francesca Rossetti. Christina est une enfant pleine de vie. Elle dicte sa première histoire à sa mère avant d'avoir appris à écrire. 
Christina Rossetti est éduquée à la maison par sa mère et son père, qui lui font étudier les œuvres religieuses, et les classiques de la littérature anglaise. Elle apprécie particulièrement les œuvres de John Keats, Walter Scott, Ann Radcliffe et Matthew Lewis. L'influence du travail de Dante, Pétrarque et d'autres écrivains italiens très présents dans la bibliothèque familiale ont eu un impact profond sur son écriture future. Les maisons familiales de Bloomsbury, au 38 et plus tard au 50, Charlotte Street, permettent à Christina de visiter régulièrement le musée Madame Tussauds, le zoo de Londres et le Regent's Park nouvellement ouvert.
Dans les années 1840, sa famille doit faire face à de graves difficultés financières en raison de la santé physique et mentale de son père qui se détériore. En effet, en 1843, on lui diagnostique une bronchite persistante, probablement la tuberculose. Il renonce à son poste d'enseignant au King's College et décède en 1854. La mère de Christina Rossetti commence alors à enseigner pour garder la famille hors de la pauvreté et devient gouvernante, une perspective redoutée par Christina. À cette époque son frère William travaille et Gabriel est à l'école d'art, laissant Christina à la maison se sentant de plus en plus isolée. A 14 ans, elle souffre d'une dépression nerveuse et quitte l'école. Il s'ensuit plusieurs épisodes de dépression. Au cours de cette période, elle, sa mère et sa sœur s’intéressent profondément au mouvement anglo-catholique qui s'est développé en Angleterre. La religion joue un rôle majeur dans la vie de la poétesse. 
Christina se fiance au peintre James Collinson, l'un des membres fondateurs du groupe artistique d'avant-garde, la Fraternité préraphaélite (fondée en 1848). Leurs fiançailles sont rompues en 1850 alors qu'il revient au catholicisme. Plus tard, elle entretient une relation avec le linguiste Charles Cayley, mais refuse de l'épouser également pour des raisons religieuses. Elle refuse ensuite les avances du peintre John Brett. 
Christina sert de modèle pour plusieurs des tableaux les plus célèbres de son frère.
En 1849, elle tombe gravement malade à nouveau, souffrant de dépression et, vers 1857, connait une crise religieuse majeure.

### Carrière
Christina Rossetti commence à écrire et à dater ses poèmes à partir de 1842, imitant pour la plupart ses poètes préférés. À partir de 1847, elle expérimente différentes formes de vers tels que des sonnets, des hymnes et des ballades ; elle rédige des récits tirés de la Bible, des contes populaires et de la vie des saints. Ses premières pièces comportent souvent des réflexions sur la mort et la perte, dans la pure tradition romantique. Elle publie, en 1848, à l'âge de 18 ans, ses deux premiers poèmes (Death's Chill Between et Heart's Chill Between), parus dans la revue littéraire et politique Athenaeum. Sous le nom de plume Ellen Alleyne, de janvier à avril 1850, elle contribue avec sept poèmes à la revue préraphaélite The Germ, éditée par son frère William. C'est le début de sa carrière publique.
Son plus célèbre recueil de poèmes demeure Marché gobelin (Goblin Market and Other Poems), paru en 1862, alors qu'elle a 31 ans. Il fait l'objet de critiques élogieuses, ce qui a fait d'elle la poétesse la plus en vue de l'époque. Y sont évoqués les gobelins, personnages fantastiques de la mythologie féerique anglo-saxonne. Le poème titre est l'une des œuvres les plus connues de Christina Rossetti. Bien qu'il s'agisse ostensiblement des mésaventures de deux sœurs avec des gobelins, les critiques ont interprété la pièce de diverses façons : en la voyant comme une allégorie sur la tentation et le salut ; une critique sur la place des femmes dans l'Angleterre victorienne ; et un travail sur le désir érotique et la rédemption sociale. Rossetti a travaillé bénévolement de 1859 à 1870 au couvent de la Madeleine à Highgate, un refuge pour d'anciennes prostituées, et il est parfois suggéré que Marché gobelin a pu être inspiré par les « femmes déchues » qu'elle a connues.  
Elle est connue pour ses positions engagées et avant-gardistes : pacifiste, opposée à la cruauté envers les animaux, à l'esclavage et à la prostitution en faveur du suffrage des femmes. L'éphémère des choses matérielles est un thème qui revient tout au long de sa poésie, et la tristesse résignée mais passionnée de l'amour malheureux est également dominante.
Elle est l'autrice du poème de Noël Love Came Down at Christmas qu'elle publie en 1885. 
Dans son poème Wife to Husband, elle adopte le roundel, variation du rondeau, inventé par Algernon Swinburne qui lui dédie alors son recueil A Century of Roundels. 
Dans les dernières années de sa vie, elle souffre de la maladie de Graves, diagnostiquée en 1872, et subit une attaque presque fatale au début des années 1870. En 1893, elle développe un cancer du sein et bien que la tumeur ait été enlevée, fait une rechute en septembre 1894. Elle meurt à Bloomsbury le 29 décembre 1894 et est enterrée au cimetière de Highgate. Une plaque commémorative est apposée sur la façade de l'immeuble de Torrington Square où elle est morte. 
Si elle a longtemps vécu dans l'ombre de son frère, elle est désormais considérée comme une grande poétesse de l'époque victorienne, notamment depuis les articles que lui a consacrés la romancière et essayiste britannique Virginia Woolf.

## Portraits

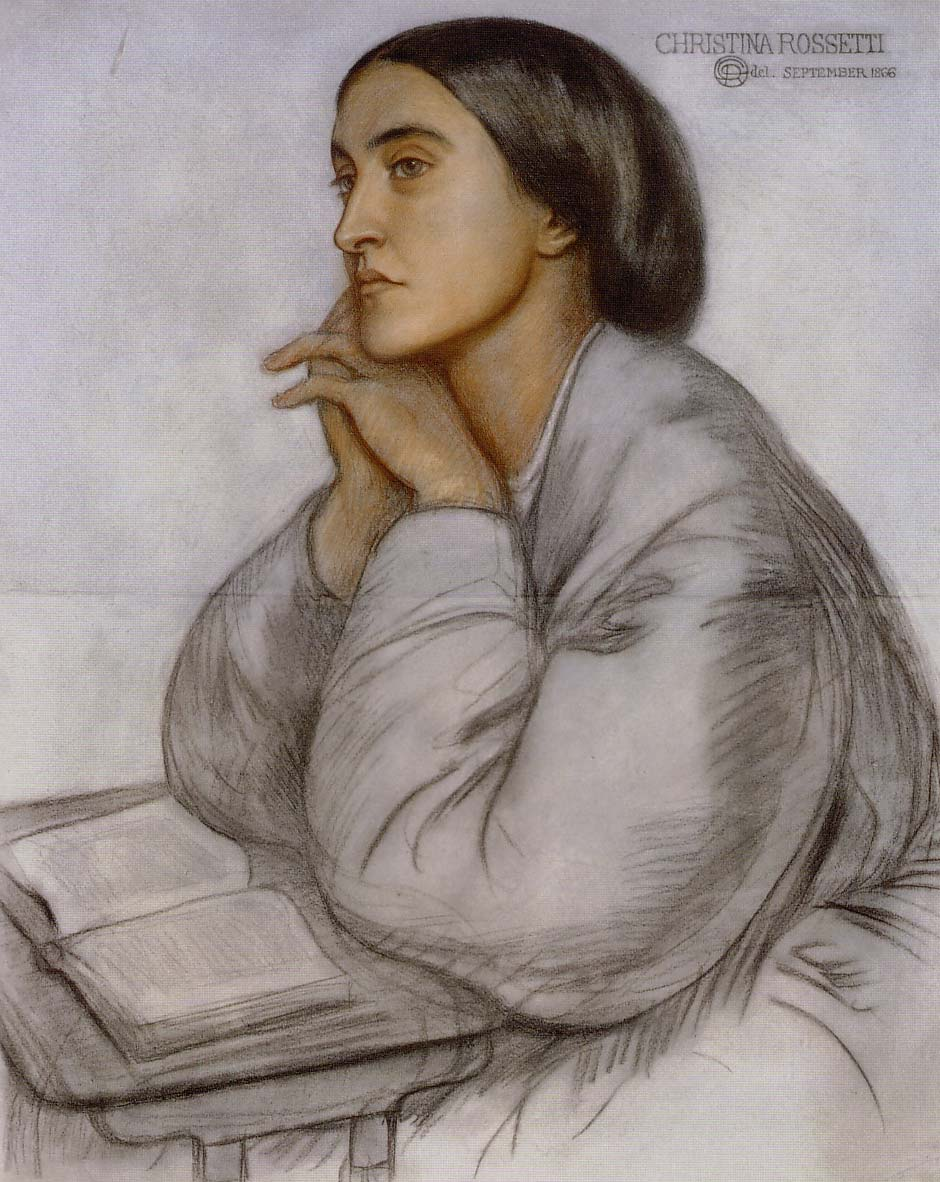
Portrait réalisé par son frère, Dante Gabriel Rossetti.
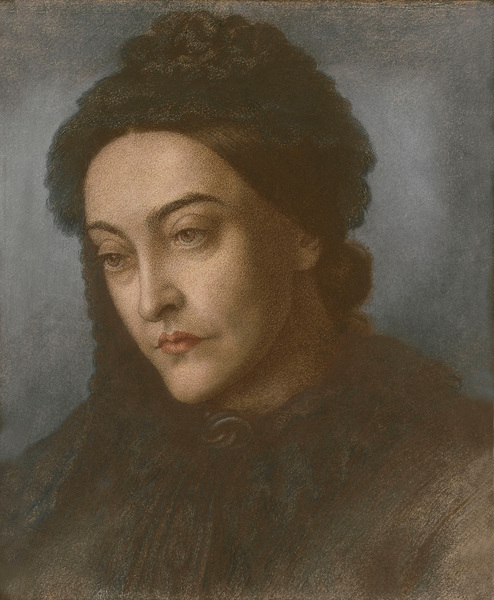
Portrait réalisé par son frère, Dante Gabriel Rossetti.

## Postérité

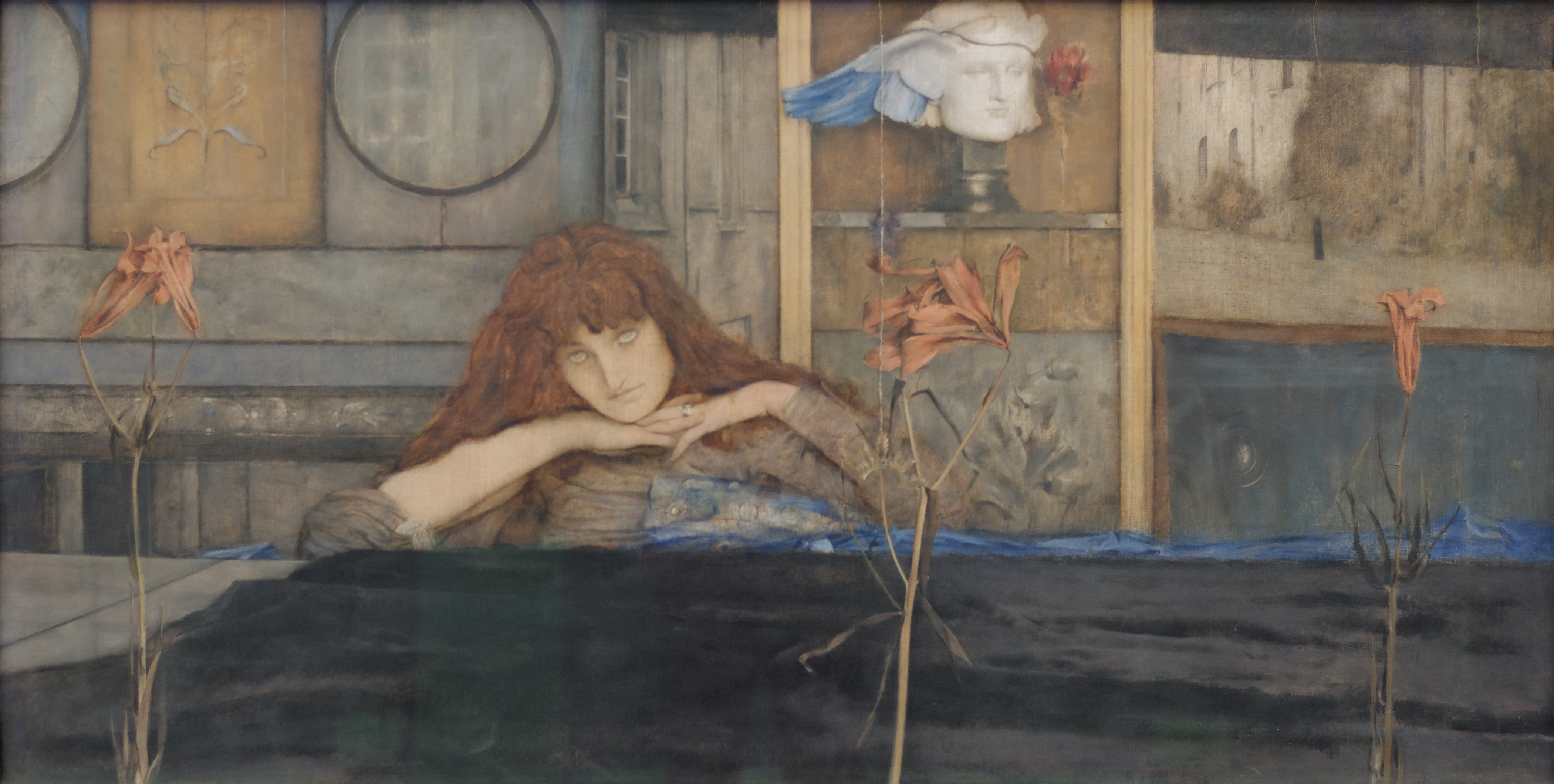
Je ferme ma porte sur moi-même, une toile de Fernand Khnopff inspirée par un poème de Christina Rossetti.

- Christina Rossetti figure dans le Kaichō on (Bruit de la mer)[6], une anthologie japonaise de poésie européenne compilée par l'écrivain Bin Ueda, publiée pour la première fois en octobre 1905.
- Dans En quatrième vitesse, le film de Robert Aldrich (1955), le détective Mike Hammer découvre au cours de son enquête un recueil de sonnets de Christina Rossetti dans l'appartement de la jeune femme Christina Bailey, assassinée au début du film.
- Christina Rossetti est mentionnée sur The Dinner Party[7],[8], une installation artistique de Judy Chicago.
- Goblin Market est récité dans Un passager de trop, dixième épisode de la quatrième saison de la série télévisée de science-fiction britannique Doctor Who.
- Birthday Boy, titre de l'album Release des Pet Shop Boys, contient un sample du titre In The Bleak Midwinter de Christina Rossetti et Harold Darke interprété par le chœur du Clare College de Cambridge.
- Dans Le vent se lève (Hayao Miyazaki, 2013), le personnage principal, Jirô Horikoshi, récite un poème de Christina Rossetti, Who Has Seen the Wind?, tiré de son recueil Sing-Song: a Nursery Rhyme Book.
- Les premiers mots du poème In the Bleak Midwinter sont récités tout au long de la série Peaky Blinders, notamment par Thomas Shelby.[9]
- Elle est mentionnée dans Les Ombres d'Adélaïde Hills de Kate Morton, p 518 (éditions Charleston 2023)

## Œuvres
- Goblin Market and Other Poems (1862) Publié en français sous le titre Marché gobelin, traduit par Marianne Tomi, Nantes, Éditions MeMo, 2002  (ISBN 2-910391-40-X)Publié en français sous le titre Laura, Lizzie et les hommes-gobelins, traduit par Clémentine Beauvais et illustré par Diglee, Montreuil, Éditions La Ville Brûle, 2023  (ISBN 9782360121588)
- Monna Innominata (1865) Publié en français sous le titre Monna Innominata, traduit par Raluca Belandry, Limoges, Éditions les défricheurs, 2022  (ISBN 979-10-90971-05-9)
- The Prince's Progress and Other Poems (1856)
- Commonplace (1870)
- Sing-Song: a Nursery Rhyme Book (1872, 1893)
- A Pageant and Other Poems (1881)
- Love Came Down at Christmas (1885)
- Verses (1893)
- New Poems (1895)
- Uphill (1887)
- An Emerald Is As Green As Grass[Quand ?]